# Rosenau Dorf
Rosenau Dorf ist eine Ortschaft und eine Katastralgemeinde der Gemeinde Zwettl-Niederösterreich im Bezirk Zwettl in Niederösterreich. Die Ortschaft hat 58 Einwohner (Stand 1. Jänner 2024). Bis Ende 1970 war Rosenau Dorf eine eigenständige Gemeinde.

## Geschichte
Laut Adressbuch von Österreich waren im Jahr 1938 in der Ortsgemeinde Rosenau Dorf ein Gemischtwarenhändler, zwei Mühlen mit Sägewerken, eine davon  auch mit einem Elektrizitätswerk, ein Schmied, ein Schneider und mehrere Landwirte ansässig.
Am 1. Jänner 1971 wurde im Zuge der Niederösterreichischen Kommunalstrukturverbesserung die bis dahin selbständigen Gemeinden Friedersbach, Gradnitz, Großglobnitz, Jagenbach, Jahrings, Marbach am Walde, Oberstrahlbach, Rieggers, Rosenau Dorf, Rosenau Schloß, Stift Zwettl und Unterrabenthan nach Zwettl-Niederösterreich eingemeindet.

## Siedlungsentwicklung
Zum Jahreswechsel 1979/1980 befanden sich in der Katastralgemeinde Rosenau Dorf insgesamt 36 Bauflächen mit 16.506 m² und 8 Gärten auf 639 m², 1989/1990 gab es 37 Bauflächen. 1999/2000 war die Zahl der Bauflächen auf 73 angewachsen und 2009/2010 bestanden 40 Gebäude auf 73 Bauflächen.

## Bodennutzung
Die Katastralgemeinde ist landwirtschaftlich geprägt. 159 Hektar wurden zum Jahreswechsel 1979/1980 landwirtschaftlich genutzt und 8 Hektar waren forstwirtschaftlich geführte Waldflächen. 1999/2000 wurde auf 158 Hektar Landwirtschaft betrieben und 9 Hektar waren als forstwirtschaftlich genutzte Flächen ausgewiesen. Ende 2018 waren 152 Hektar als landwirtschaftliche Flächen genutzt und Forstwirtschaft wurde auf 10 Hektar betrieben. Die durchschnittliche Bodenklimazahl von Rosenau Dorf beträgt 20,5 (Stand 2010).